# Agostino Bausa

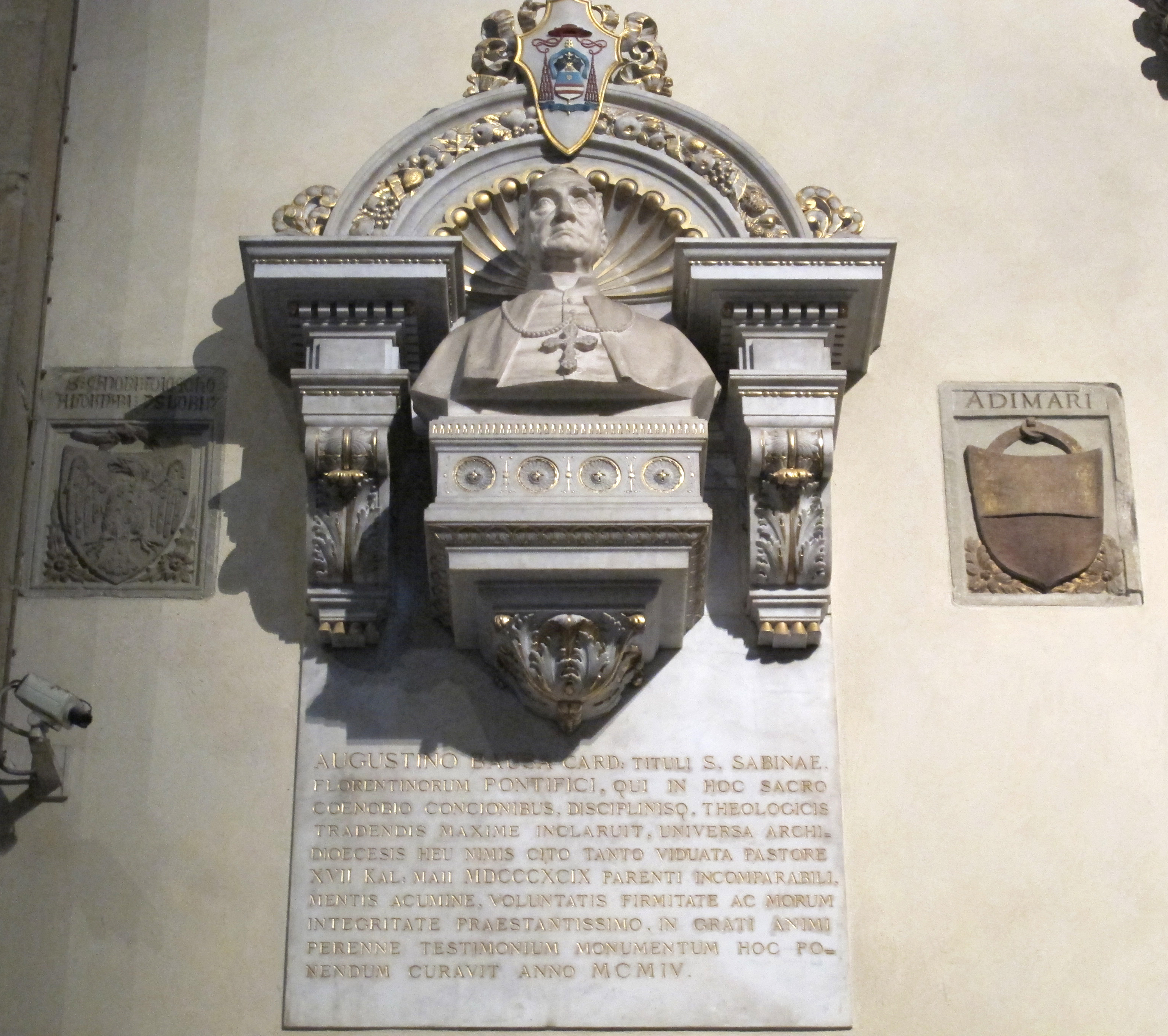
Kardinaal Busa

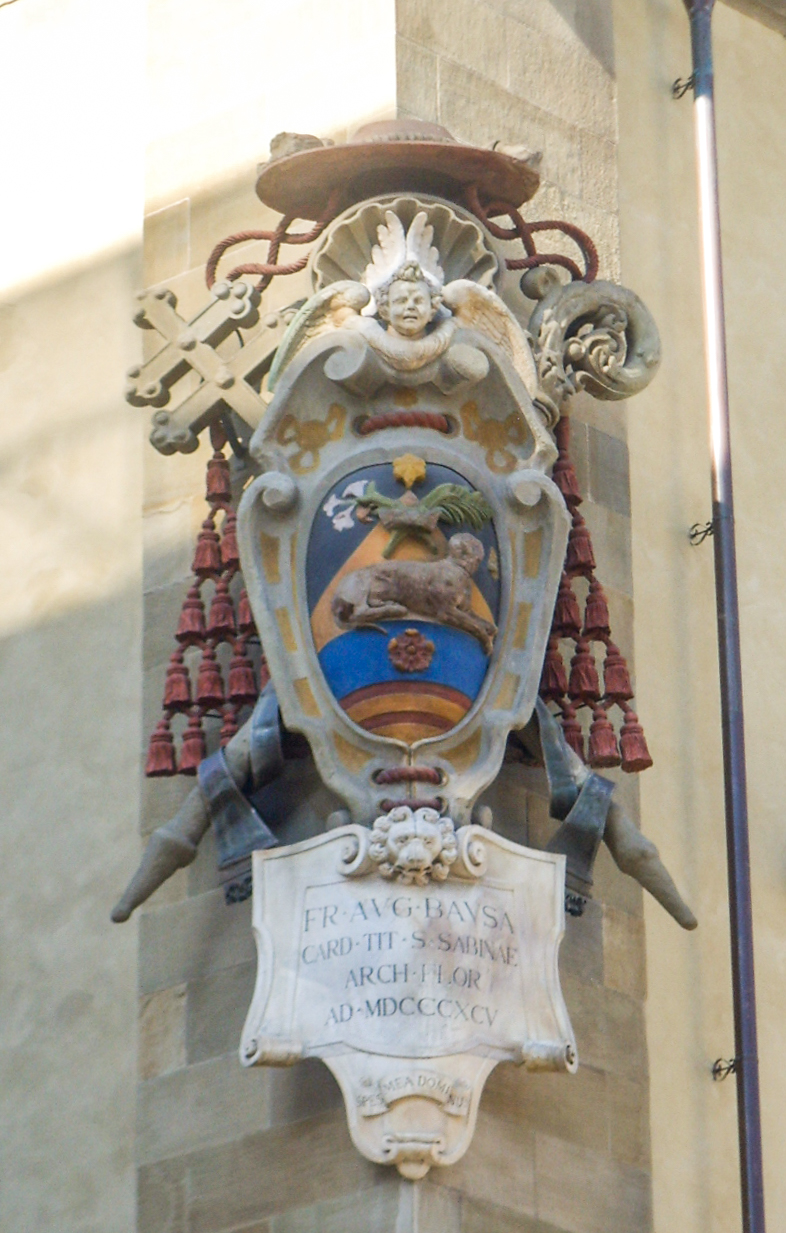
Wapen van kardinaal Bausa aan het Aartsbisschoppelijk paleis in Florence

Agostino Bausa (Florence, 23 februari 1821 – aldaar, 15 april 1899) was een Italiaans geestelijke en kardinaal van de Rooms-Katholieke Kerk.
Bausa trad al op jeugdigde leeftijd toe tot de Orde der Dominicanen. In 1882 benoemde paus Leo XIII hem tot Meester van het Apostolisch Paleis, een functie - voorbehouden aan Dominicanen - die sinds 1967 bekendstaat als die van Huistheoloog van de Paus. Tijdens het consistorie van 23 mei 1887 creëerde Leo hem tot kardinaal-diaken. Hij kreeg de Santa Maria in Domnica als titel-diakonie. Na het overlijden van de Florentijnse aartsbisschop Eugenio Cecconi in 1889 benoemde paus Leo Bausa als diens opvolger. Hij werd door Leo XIII zelf tot bisschop gewijd. Een paar dagen daarna kreeg hij de rang van kardinaal-priester en werd de Santa Sabina zijn titelkerk. Zijn episcopaat werd gekenmerkt door een grote inzet tegen de ontheiliging van kerkelijke feestdagen, het stimuleren van katholieke verenigingsverbanden en Maria-verering.
Hij overleed op 78-jarige leeftijd en werd begraven in Florence.
- Gemeinsame Normdatei: 122187946
- International Standard Name Identifier: 0000 0000 6122 2396
- Istituto Centrale per il Catalogo Unico: CUBV015077
- Virtual International Authority File: 3347448
- WorldCat: E39PBJbRp7RgBv7Cmvx8pp7mBP